# Társadalmi felelősségvállalás
A társadalmi felelősségvállalás, vagy  vállalati felelősségvállalás (angolul Corporate social responsibility, röviden CSR) egy üzleti fogalom, ami szerint a vállalatok figyelembe veszik a társadalom érdekeit, mégpedig azáltal, hogy tekintettel vannak tevékenységük üzletfeleikre, beszállítóikra, alkalmazottaikra, részvényeseikre, de ugyanígy a környezetre is kifejtett hatására. Ez a cselekvés a törvényes kötelezettségen túl is terjedni látszik, nevezetesen úgy, hogy az üzleti szereplők önkéntesen tesznek lépéseket az őket körülvevő társadalom életszínvonalának javítása céljából. [forrás?]

## Bevezető
Számos elnevezés és meghatározás létezik a vállalatok társadalmi felelősségvállalására (Corporate Social Responsibility, CSR). A különböző definíciókban két motívum rendre visszaköszön: az átfogó, a vállalati működés minden vetületére és érintettjére kiterjedő szempontrendszer, valamint az önkéntes jelleg. Az Európai Bizottság 2001-ben úgy határozta meg a CSR-t, „amely révén a vállalatok – önkéntes alapon – társadalmi és környezetvédelmi szempontokat érvényesítenek üzleti tevékenységük során és partnereikkel fenntartott kapcsolataikban.” A CSR tehát olyan önkéntes vállalati döntéseknek és lépéseknek az összessége, amelyeket az üzleti szereplők az őket körülvevő társadalom életszínvonalának javítása, valamint a környezet megóvása céljából tesznek meg.

## Története és irányzata
Sokan Howard R. Bowen amerikai közgazdász 1953-as, Az üzletember társadalmi kötelességei címet viselő könyvétől számítják a CSR modern korszakát. A mérföldkőnek tekintett műben a szerző azt taglalja, hogy mivel az Egyesült Államokban működő legnagyobb vállalkozások a hatalom és a döntéshozatal létfontosságú központjai, ezeknek a cégeknek a döntései és cselekedetei kihatnak az egész társadalom életére. Bowen azt a kérdést is felteszi könyvében, milyen szintű társadalom iránti felelősség várható el észszerűen ezeknek a vállalatoknak a vezetőitől. 
A kérdés relevanciáját jól illusztrálja, hogy a Nobel-díjas közgazdász, Milton Friedman szerint racionális döntéshozatalkor minden új, az eredeti gazdaságitól eltérő megfontolás ront a gazdasági értelemben elérhető eredményen. Ő és követői egyenesen „öncélú etikának” tartották és a tulajdonosok pénzével történő visszaélésnek nevezték az etikai megfontolások megjelenését a gazdaságban. 
Az egyéni felelősség helyett a vállalati felelősség jelenik meg Kenneth E. Goodpaster és John B. Matthews, Jr.: Lehet-e a vállalatnak lelkiismerete? című, 1982-es cikkében. Ezt sokan tekintik az első legfontosabb elméleti tanulmánynak a CSR-ről, amelyből az is kiderül, hogy a CSR nem egy szocialista elhajlás, hanem a kapitalizmus újfajta felfogása. 
Az amerikai Archie B. Carroll professzor emberi tevékenységek, nevezetesen a gazdasági, jogi, etikai és emberbaráti felelősség piramisaként határozta meg 1999-ben a CSR-t. Ezzel Carroll az etikai és a filantróp felelősségre terjesztette ki a vállalatok társadalmi felelősségvállalását a hagyományos gazdasági és jogi kategóriákról. Másfél évtizeddel később az ausztrál jogász és társadalomtudós, Benedict Sheehy már „nemzetközi magánvállalkozások önszabályozásaként" írja le a CSR-t, amelyet azonban a mai napig sokan a vállalati filantrópiával, a nonprofit szervezeteknek és közösségeknek nyújtott a pénzbeli adományokkal és támogatással azonosítanak. 
Létezik olyan megközelítés is, amely a CSR-stratégiát közvetlenül az üzleti működésben jeleníti meg, ilyen például a fair trade elveket követő kereskedelem. Még Európában sem egységesek az álláspontok a CSR-ről, de szokás különbséget tenni a kanadai (montreali) iskola, a kontinentális európai és az angolszász megközelítés között. Népszerű leágazása a CSR-nek a CSV, a Creating Shared Value, azaz a közös értékteremtés. Ez azon az elgondoláson alapul, hogy a vállalati siker és a társadalmi jólét függ egymástól. A CSV elismeri a rövid távú jövedelmezőség, illetőleg a társadalmi és/vagy környezeti célok közötti kompromisszumokat, de hangsúlyozza az ebből nyerhető versenyelőnyt, mivel a társadalmi értékajánlat beépül a vállalati stratégiába. Ezért a CSV-ről könnyen alakulhat ki az a benyomás, hogy csak két érdekelt félre van tekintettel – a részvényesekre és a fogyasztókra. 

## Terminológia
A CSR-re a vállalati fenntarthatóság, fenntartható vállalkozás, vállalati lelkiismeret, vállalati állampolgárság, tudatos kapitalizmus és felelősségteljes vállalkozás elnevezéseket is használják. Létezik továbbá egy, a CSR-rel szintén rokonértelműnek tekintett fogalom, a felelős üzleti magatartás (Responsible Business Conduct, RBC). Sokszor találkozhatunk a vállalati felelősség (Corporate Responsibility, CR) kifejezéssel is, főleg azokban a tanulmányokban, ahol nem szeretnék a CSR-t a társadalmi hatások kezelésére leegyszerűsíteni. Enyhe kavarodást okoz a terminológiában, hogy a fenntartható iparért síkra szálló szervezet, a The European Business Network for Corporate Sustainability and Responsibility a CSR-t vállalati fenntarthatóságra és felelősségvállalásra „fordítja.”

## Mély vállalati felelősség és Valóban Felelős Vállalat
Az ún. „mély vállalati felelősség” definíciója szerint a Valóban Felelős Vállalat (VFV):
– magát a rendszer részeként, nem „potyautasként”, tisztán sajáthaszon-maximalizáló egyedként értelmezi,
– felismeri, hogy a fenntarthatatlanság (a környezet pusztulása és a fokozódó társadalmi igazságtalanság) korunk legfontosabb kihívása,
– elismeri, hogy a vállalatoknak és a kormányoknak gazdasági súlyukhoz mérten munkálkodniuk kell a megoldásokon,
– őszintén felméri saját súlyát és hozzájárulását a problémákhoz (a legjobb, ha hozzájárulásának két-három fő területére koncentrál),
– tervszerűen, koncentráltan és fokozatosan lényegi lépéseket tesz a fenntarthatóbb világért.
A VFV öt alapelvet tart be, ezek az 1) minimális szállítás, 2) maximális igazságosság, 3) zéró ökonomizmus, 4) legfeljebb közepes méret, 5) a legfenntarthatóbb 30%-ba eső termék vagy szolgáltatás.

## Kategóriák
A CSR-kezdeményezések általában az alábbi négy kategória valamelyikébe illeszthetők:
-	környezeti felelősség;
-	emberi jogi felelősség;
-	emberbaráti felelősség;
-	gazdasági felelősség.
Egy CSR-stratégia megalkotásánál, illetve kiszélesítésénél jellemzően a három alapvető érintetti körre gyakorolt hatását igyekeznek megragadni, ezek az ügyfelek, az alkalmazottak és a társadalom egésze.

## Érvek és ellenérvek
A CSR támogatói azzal érvelnek, hogy a megközelítést jól alkalmazó üzleti szereplők hosszú távú javítanak nyereségességükön, míg a kritikusok szerint a CSR pont a legfontosabbról, a vállalkozások gazdasági szerepétől vonja el a figyelmet. Egy 2000-es tanulmány több, a társadalmi és a pénzügyi teljesítmény kapcsolatát vizsgáló elemzést vetett össze, és jutott arra a következtetésre, hogy ezek ellentmondásos eredményei a hibásan alkalmazott empirikus analízisre vezethetők vissza. A szerzők azt állították, amikor az elemzést megfelelően végezték el, a CSR semleges hatásúnak bizonyult a pénzügyi eredményekre. 
A kritikusok nem csupán a CSR túlontúl magasnak, olykor irreálisnak ítélt elvárásait kérdőjelezik meg: közülük sokan tekintenek puszta kirakatként erre a megközelítésre, illetve egyfajta megelőző kísérletként, amellyel a multinacionális cégek a kormányzatok szigorúbb felügyeletét szeretnék elkerülni. Akad olyan vélemény is, amely szerint a CSR a kapitalizmus legitimációjának egyik formájává, amolyan kockázatkezelési eszközzé silányult, gyakran megkérdőjelezhető eredménnyel. A támogatók ugyanakkor azt hangsúlyozzák: a CSR támogatja a szervezetet küldetésében, valamint útmutatóként szolgál arra vonatkozóan, mit képvisel az adott vállalat fogyasztóinak. Akik legtöbbje egyébként egyetért azzal, hogy üzleti céljaik eléréséhez a cégeknek CSR-erőfeszítéseket is vállalniuk kell: a jótékonyságot támogató kiskereskedőkhöz például a fogyasztók lojálisak és hajlandók többet költeni náluk. Ugyanakkor nem minden CSR-tevékenység vonzó a fogyasztók számára, mi több, a vállalat alapcéljaival nem összehangolt társadalmi kezdeményezés kifejezetten negatív hatásúvá válik. 

## Gyakorlati megvalósítás
A vállalatok társadalmi felelősségvállalási tevékenysége jellemzően az alábbi hat kezdeményezéstípus valamelyikéhez köthető, rendszerint akár többhöz is:
1.	Vállalati jótékonyság: karitatív célú céges adományok, akár vállalati alapítványon keresztül.
2.	Közösségi önkéntesség: céges szervezésű önkéntes tevékenységek.
3.	Felelősségteljes üzleti gyakorlatok: etikusan előállított, az ügyfelek számára vonzó termékek és szolgáltatások.
4.	Felkarolt ügyek és aktivizmus: a vállalat által hivatalosan, anyagilag is támogatott kampányok.
5.	Nemes ügyhöz kötődő marketing: promóciós termékértékesítésre alapozott adományok.
6.	Vállalati szemléletformáló aktivitás: a cég által finanszírozott kampányok, amelyekkel az emberek magatartásában érhetők el változások.
Miközben az ügymarketing esetében a vállalat úgy teljesít egy CSR-feladatot, hogy közben saját bevételei is emelkednek, a vállalati jótékonyságban és a közösségi önkéntességben általában nem jelenik meg a profitmotívum.

## Értékelés
Sok vállalat alkalmaz benchmarkokat, hogy értékelje CSR-politikáját, annak megvalósítását és hatékonyságát. A folyamat során felülvizsgálják a versenytársak kezdeményezéseit, mérik és kiértékelik azt, ezek milyen hatást gyakorolnak a társadalomra és a környezetre, valamint igyekeznek benyomást szerezni arról is, hogyan vélekednek mások a cég konkurenseinek CSR-aktivitásáról.
Elterjedt értékelési módszer a hármas optimalizálás, amely egy különleges, a profit mellett az emberi tényezőt és a környezetet is integráló számviteli módszer, amely a gazdasági, ökológiai és társadalmi célok egyensúlyban tartásával kalkulálja ki a nyereséget – nem véletlenül éri számos támadás az auditálhatóság hiánya miatt. Utóbbiakra ad választ a globális jelentéstételi kezdeményezés, amely a CSR-rel összefüggő környezeti és emberi tényezőkre gyakorolt hatásuk megértésében, értékelésében és közzétételében segíti az üzleti és állami szereplőket.
Végezetül jól használható a költség-haszon elemzés is például arra, hogy az üzleti döntéshozók ezzel határozzák meg a CSR-be történő befektetés optimális szintjét, akárcsak más invesztíciók esetében.

## A CSR Magyarországon
(ez a fejezet a Budapesti Gazdasági Egyetem pénzügyi és számviteli kar menedzsment tanszékén egyetemi docensként dolgozó Győri Zsuzsanna doktori disszertációján alapszik)
Noha a szocializmusban az állami tulajdonú nagyvállalatoknak nem feltétlenül kellett profitot termelniük, hanem sokszor egészen rendhagyó funkcióik voltak (például a teljes foglalkoztatottság biztosítása), a vállalatok társadalmi felelősségvállalásának elterjedésére a kilencvenes évek középéig kellett várni. A stratégiai beruházásokba kezdő külföldi befektetők ez idő tájt kezdték vállalatvezetési módszereiket, köztük CSR-modelljeiket magyar leánycégeknél is bevezetni. Azaz a szemlélet – ellentétben a nyugati demokráciákkal, ahol az érintettek, főleg a fogyasztók kényszerítették ezt rá a cégekre – felülről, irányítottan érkezett.  
Magyar sajátosságok
Ez a tény, a vállalatokkal és az üzleti szférával szembeni általános bizalmatlanság, valamint az a szocializmusból örökölt beidegződés, miszerint a társadalomról az államnak kell gondoskodnia, azt eredményezi, hogy sokan még mindig PR-eszközként tekintenek a CSR-re, nem pedig az üzleti stratégia integráns elemeként. Szintén magyar sajátosság a hazai üzleti szférában meghatározónak számító kis- és középvállalatok úgynevezett „implicit CSR-tevékenysége”: úgy viselkednek lokális környezetük felelős polgáraiként, hogy nem is használják a CSR terminust, hiszen ez a fajta hozzáállás számukra tisztán üzleti értelemben is létszükséglet. Ugyanúgy kényszer, mint a nagy nemzetközi megrendelőik felől érkező, egyre fokozódó elvárás a CSR-gyakorlatok meghonosítására, amelynek azért felelnek meg, hogy a multik beszállítói lehessenek vagy maradhassanak – csakhogy ezzel a CSR egyik legfontosabb pillére, az önkéntesség elve csorbul. Persze egy cég attól még működhet felelősségteljesen, hogy üzletstratégiai vagy pénzügyi haszonszerzés céljából használja a CSR-t.
Átalakuló CSR-irányok
Míg eleinte, nagyjából a kétezres évek közepéig az adományozás és a szponzoráció volt a fő csapásirány a magyarországi vállalatok társadalmi felelősségvállalási tevékenységében, azóta rengeteget erősödött a közösségi önkéntes vonal, valamint az aktivizmus. Ebben feltehetőleg elévülhetetlen érdemei vannak az egyre jobb hatásfokkal működő civilszférának, valamint az olyan mintaértékű gyakorlatoknak, amilyet például a Prezi is követ: a netes prezentációkról ismert magyar startup Nyitottak vagyunk Archiválva 2020. november 30-i dátummal a Wayback Machine-ben néven hívott életre közösségi kezdeményezést 2013 nyarán alapította az espell-lel és a Google-lel együtt azért, hogy a magyarországi üzleti szereplők hivatalosan is kifejezhessék elkötelezettségüket a sokszínűség és az elfogadás mellett, és ugyanattól az évtől segíti önkéntesekkel és nagyvonalú támogatásokkal a társadalmi egyenlőtlenségek és előítéletek felszámolásáért küzdő BAGázs Közhasznú Egyesületet.
A hazai CSR szcéna
-	Első Magyar CSR Egyesület
-	CSR Hungary
-	NIOK
-	Magyar Adományozói Fórum
-	Követ Egyesület
-	Nonprofit.hu
-	Bridge Budapest